# 格里維察鄉 (雅洛米察縣)
44°44′N 27°17′E / 44.733°N 27.283°E
格里維察鄉（羅馬尼亞語：Comuna Grivița, Ialomița），是羅馬尼亞的鄉份，位於該國南部，由雅洛米察縣負責管轄，面積75平方公里，海拔高度38米，2007年人口3,304，人口密度每平方公里44人。